# Обтюратор (часть оружия)

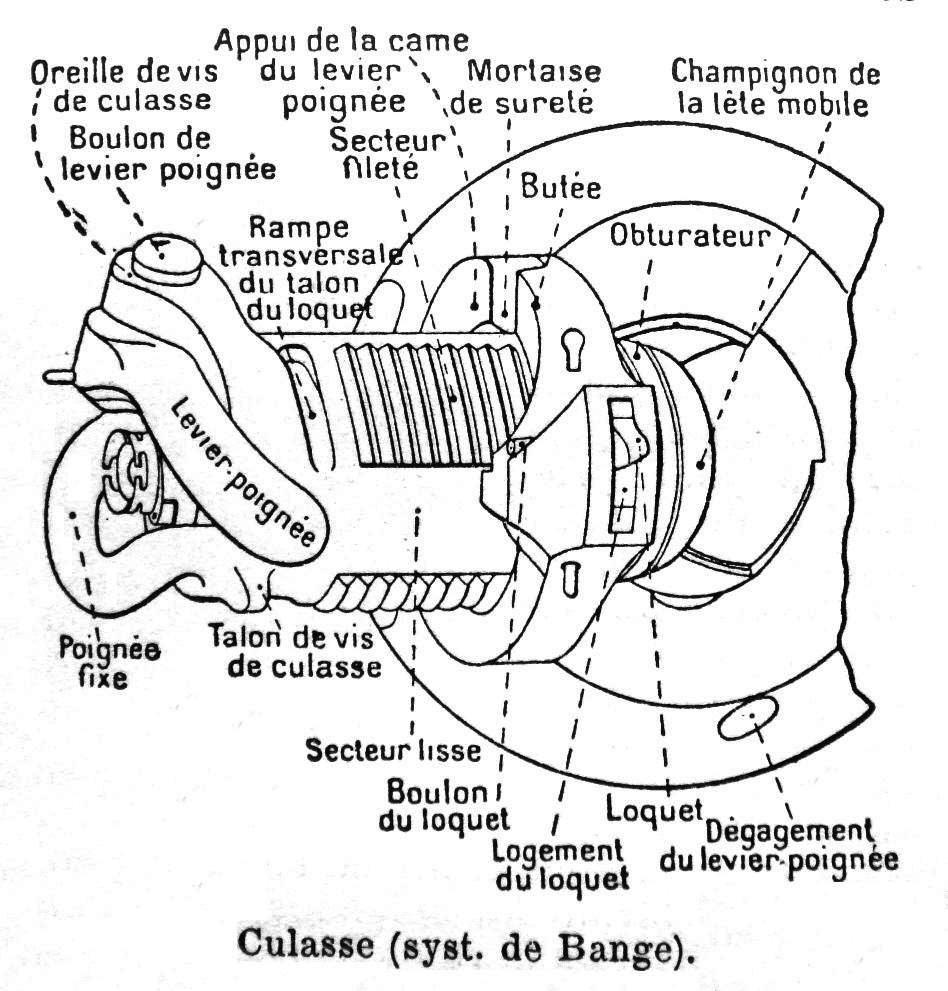

Обтюратор — часть огнестрельного оружия, которая предотвращает прорыв пороховых газов через зазор между пояском снаряда и поверхностью канала ствола в начале выстрела. Изобретен немецким учёным Г. Мерентом.
Уплотнитель фиксирует положение заряда в гильзе. Обтюратор и уплотнитель изготовляются в виде набора картонных кружков и цилиндрика.

## Примеры
В качестве запирающего механизма фирма-разработчик морской пушки Mk1 использовала поршневой затвор с обтюратором конструкции Вавассера. Обтюратор — плоская медная чашечка, прилегающая своим дном к плоскому фасу затвора, а закраинами — к медному кольцу, вделанному в стены ствола. При производстве выстрела пороховые газы, вдавливая чашечку в фас поршневого затвора, расширяли её, чем и достигалась обтюрация.
Единственным крупным недостатком подобной системы являлась чувствительность медного кольца к загрязнению. При образовании на нём нагара закраины чашечки уже недостаточно плотно прилегали к нему, в результате чего терялась герметичность и пороховые газы начинали просачиваться, и обтюраторы приходилось часто заменять.